# معاملة المثليين في سوريا
يواجه الأشخاص من المثليين والمثليات ومزدوجي التوجه الجنسي والمتحولين جنسياً (اختصاراً: مجتمع الميم) في سوريا تحديات قانونية واجتماعية لا يواجهها غيرهم من المغايرين جنسيا. يواجه الأشخاص من مجتمع المثليين وصمة عار بين السكان. كما أن المنازل التي يعيش فيها الشركاء المثليون غير مؤهلة للحصول على نفس الحماية القانونية المتاحة للأزواج المغايرين، مع وجود عدة تقارير تتحدث عن مستوى عالي من التمييز والانتهاكات ضد مجتمع المثليين. تحظر المادة 520 من «قانون العقوبات 1949» «العلاقات الجسدية ضد نظام الطبيعة»، وتنص على عقوبة السجن لمدة تصل إلى 3 سنوات.
في المناطق التي سيطرت عليها الدولة الإسلامية، تم إستهداف النساء ومجتمع الميم بشكل خاص الهجمات. كجزء من فرضه على الشريعة الإسلامية، يعاقب داعش أولئك الذين «ارتكبوا أفعال أهل [النبي] لوط»، والتي يشيرون إليها أيضًا باسم «اللواط».
في المناطق التي تسيطر عليها هيئة تحرير الشام في سوريا، يتم اعتقال المثليين السوريين وضربهم وإعدامهم.
يلاحظ محمود حسينو، الناشط السوري مثلي الجنس المعارض، والصحافي، الذي أنشأ المجلة الإلكترونية موالح، أنه بغض النظر عن نتائج الحرب الأهلية السورية، يجب أن يتم العمل في مجال الحقوق المدنية نيابة عن جميع السوريين، وليس فقط مجتمع الميم. وقال ميرال بيوردا، وهو زعيم علماني في لجان التنسيق المحلية في سوريا، «أنا شخصياً أرى المثلية الجنسية كمسألة خاصة، لكن المجتمع السوري قد يقول» أبدا«إذا بدأ المثليون بالمطالبة بحقوقهم. سيستغرق تطوير مجتمع مدني وقتًا».

## تاريخ المثليين في سوريا

### تاريخ المثليين في الشرق الأوسط

#### 1400 و 1500- شعر الحب المثلي واسع الانتشار
كان للمثلية الجنسية تاريخ طويل يعود إلى 1500 في الشرق الأوسط. لقد كان شائعًا جدًا لشخص بالغ مستقل أن يقع في حب صبي صغير. تم قبول الممارسة الجنسية بين مجموعة من المثليين علنا وحتى من قبل المجتمع.

#### 1700 و 1800- الاستعمار والأيديولوجيات الغربية
لقد تغيرت وجهة نظر الشرق الأوسطيين للمثلية الجنسية بشكل مثير مع تأثير المستعمرين الغربيين. أدخلت بريطانيا وفرنسا قوانين للعقوبات على الممارسات الجنسية المثلية في حوالي عام 1855، واليوم أصبحت العديد من الدول التي تجرم الأفعال الجنسية المثلية مستعمرات سابقة.

### الوقت المعاصر

#### 2003-تم الاعتراف بحقوق المثليين أولاً بواسطة الأمم المتحدة
في عام 2003، صوتت سوريا، في لجنة الأمم المتحدة المتصلة بحقوق الإنسان، على تأجيل مشروع قرار للأمم المتحدة بشأن حقوق الإنسان والتوجه الجنسي. كان التصويت 24 صوتا لصالح التأجيل و17 ضده (24-17). كان مشروع القرار من شأنه أن يجعل اللجنة تعرب عن بالغ قلقها لحدوث انتهاكات لحقوق الإنسان في العالم ضد الأشخاص بسبب توجههم الجنسي؛ التشديد على أن حقوق الإنسان والحريات الأساسية كانت حقًا جوهريًا لجميع البشر، وأن الطبيعة العالمية لهذه الحقوق والحريات كانت دون شك، دعوة جميع الدول إلى تعزيز وحماية حقوق الإنسان لجميع الأشخاص بغض النظر عن توجههم الجنسي.

#### 2004-تشريع حقوق المتحولين جنسيا
تعتبر جراحة إعادة تحديد الجنس عملية قانونية في سوريا. في عام 2004، حصلت امرأة سورية تدعى هبة كامرأة متحولة جنسيًا على إذن بإجراء جراحة إعادة تحديد الجنس.

#### 2010- التدخل السياسي
في عام 2010، بدأت الشرطة السورية حملة قمع أدت إلى اعتقال أكثر من 25 رجلاً. واتُهم الرجال بارتكاب جرائم مختلفة تتراوح بين الأفعال الجنسية المثلية وتعاطي المخدرات بصورة غير مشروعة، إلى تشجيع السلوك المثلي وتنظيم حفلات فاحشة.

#### 2011- الحركات الاجتماعية
بعد عام 2011، بدأ مجتمع المثليين في سوريا في المطالبة بالحقوق، وبدأت الحملات خارج سوريا في نشر الوعي بحقوق المثليين. على سبيل المثال، العديد من الصفحات على وسائل التواصل الاجتماعي، مثل: LGBT بالعربي المعروف أيضًا باسم ("MTVSyria - Love Wins"). التي بدأت أول حملة سورية عبر الإنترنت لحقوق المثليين في سوريا والشرق الأوسط تحت اسم أنت لست وحيداً - You're not alone.
شارك العديد من اللاجئين السوريين من مجتمع الميم في مسيرات فخر المثليين حول العالم.

#### 2015- المخاوف الدولية
في أغسطس 2015، التقى مجلس الأمن التابع للأمم المتحدة في جلسة حول حقوق المثليين برعاية الولايات المتحدة وتشيلي. واستمع المجلس إلى شهادات من اللاجئين الفارين من سوريا والعراق. في المناطق التي يسيطر عليها داعش، أبلغ اللاجئون عن زيادة العنف ضد النساء وأفراد مجتمع الميم. وذكروا أن داعش ادعى أنه أعدم ما لا يقل عن 30 شخصًا بتهمة «اللواط». كانت هذه هي المرة الأولى في تاريخه الذي يبلغ 70 عامًا، حيث ناقش مجلس الأمن التابع للأمم المتحدة مواضيع مجتمع المثليين.
يفر اللاجئون السوريون من مجتمع الميم من سوريا إلى تركيا.

## حياة مجتمع الميم في سوريا

### الثقافة
قبل عام 2011، نظمت شركة «بيرثو» (بالإنجليزية: Bertho)‏ جولة للمثليين. كانت الجولة الأولى والوحيدة للمثليين في الشرق الأوسط، حيث اختاروا دمشق وحلب كأحد الوجهات الرئيسية في الشرق الأوسط. يقول: «لقد كانت أفضل وجهة على الإطلاق. كنا نذهب في رحلات إلى الحمامات في حلب، وكانت دمشق جنة للأشخاص من مجتمع الميم. لم نواجه أية مشكلات أبدًا.»
مروا بجولة عبر لبنان وسوريا والأردن. منذ بداية الحرب الأهلية، أوقفت الشركة أنشطتها في سوريا.
علاوة على ذلك، تم القضاء على مناطق دمشق التي كانت سابقًا مناطق اجتماع سرية لمجتمع المثليين، وكانت من الناحية العملية هي الأماكن الوحيدة في سوريا التي يمكن أن يوجد فيها مشهد لمجتنع الميم سرا، منذ بدء الحرب الأهلية توقفت معظم الأنشطة الثقافية.
في يوليو 2017 نشر شاب سوري مقيم في ألمانيا يدعى عبد الرحمن عقاد بث مباشر على فيسبوك أعلن من خلاله عن ميوله الجنسية وآن عائلته تضغط عليه للزواج ضد أرادته، حصد الفيديو الخاص به على تفاعل كبير من قبل السوريين بين معارض ومؤيد وخاصة لكونه من عائلة معروفة في سوريا.
في يوليو عام 2020 نشر عبد الرحمن عقاد صورة له تجمعه مع عائلته وأعلن رسميًا انهم تقبلوا ميوله الجنسية وأن عائلته تحبه دون قيد آو شرط، تناولت قصته العديد من وسائل الأعلام العربية والألمانية و تم ذكر قصته في جلسة حقوق الإنسان في البرلمان الألماني عام 2020 من قبل الفيلسوف الألماني دافيد بيرغر.

### أفلام ومسلسلات مجتمع الميم
في 19 أكتوبر 2017، تم عرض فيلم ملك جمال سوريا المثلي. الفيلم من تأليف وإخراج آيس توبراك، ويتبع اثنين من اللاجئين السوريين المثليين الذين يحاولون إعادة بناء حياتهم.
«حكاية امرأة مثلية»، فيلم قصير، تم تصويره في سوريا. تم نشره بواسطة مكسيم دياب في 16 يناير 2014.
بدلاً من ذلك، أطلقت الحكومة برنامجًا تعليميًا محدودًا لفيروس نقص المناعة البشرية/الإيدز للشباب في التعليم الثانوي.
شاركت الممثلة السورية الحاملة للجنسية الهولندية «جومان فتال» في فيلم يتحدث عن قصة حب فتاتين مثليّتين (Anne+ TheFilm).

### السياسة
كجزء من برنامج الحقوق في المنفى، جمعت المبادرة الدولية لحقوق اللاجئين صفحة موارد لمواطني مجتمع الميم في الجمهورية العربية السورية.
لا يوجد لحد الآن أي تمثيل رسمي لمجتمع الميم داخل سوريّا برغم وجود حركات إعلامية وحقوقية. معظم أطراف الصراع تميل إلى نبذ تلك الفئة وإقصائها عن حقوقها لذلك فإنّ أغلب المثليين السوريين يتخذون موقف الحياد من الأزمة في بلادهم.

### الحياة الاجتماعية
مع تطور التحديث، كان المجتمع يتجه تدريجياً نحو الأسرة النواة والتسامح الاجتماعي تجاه مجتمع المثليين. حتى اندلاع الحرب الأهلية السورية في عام 2011. نظرًا للحرب، أصبح المجتمع أكثر تسامحًا وتغاضياً مع المثليين. وتعتبر السلامة والماء والغذاء هي اهتماماتهم الأساسية ودخلهم وتعليمهم يتبعهم مع الضرورة.
تُعرف بعض أحياء دمشق بأنها ملجأ ومتنفس لمجتمع الميم نظراً لطبيعتها الديمغرافية كما تتواجد مثل هذه المناطق على مجال أصغر في مدن كاللاذقية وطرطوس.

### قضايا فيروس نقص المناعة البشرية/الإيدز
أول حالة مبلغ عنها بإصابة عدوى أيدز كانت عام 1987.
في عام 2005 صرح نائب وزير الأوقاف أن الإيدز «عقوبة إلهية للناس التي تمارس الزنا والمثلية الجنسية». في نفس العام، صرحت وزارة الصحة السوريّة أن 369 شخص فقط في سوريا قد أصيبو بالإيدز وأن الحكومة تقدم لهؤلاء الأشخاص «المتابعة الصحية وتوفر العلاجات مجانًا». مع ذلك، تُقَدِّر منظمات غير حكومية أن المصابين بالفيروس أكثر بخمسة أضعاف على الأقل من الرقم الحكومي المصرح، وانتقدت الأمم المتحدة الحكومة لأساليبها الوقائية غير الفعالّة.
بالتغاضي عن أعمال بعض المنظمات غير الحكومية، فإن الحكومة قد انشأت عيادات طوعية يمكن فيها إجراء احتبارات الإيدز وتوزيع بعض الكتيبات التعليمية التوعوية، لكن لم تشمل التعليم العام، بخاصة للأشخاص من مجتمع الميم.

## واحد منكن (2020)
"واحد منكم" أو "واحد منكن" بالعامية، هي حركة وسائط اجتماعية بدأت على فيسبوك في عام 2020 ، ثم انتقلت إلى تويتر لتسهيل التعرف عليها. تم إطلاقها في شهر مارس في سوريا، ثم تبعه المجتمع العربي.
استمرت الحملة لمدة شهر وقل التفاعل عليها بسبب جائحة فيروس كورونا التي انتشرت على الأخبار ووسائل التواصل الإجتماعي.
بدأ الأمر برسم طلاب الجامعات بألوان علم LGBT على أصابعهم، مع علامة التجزئة #oneofyou على أيديهم، والتقاط صورة مع مبنى هيئة التدريس أثناء رفع اليد، ونشرها من حسابات مختلفة. معظم الأشخاص الذين بدأوا هذا الاتجاه لم ينشروا من حساباتهم الشخصية على وسائل التواصل الاجتماعي خوفًا من التعرف عليهم، بدلاً من ذلك؛ أرسلوا الصورة إلى صفحات مختلفة من حسابات وهمية لنشرها نيابة عنهم.
تباينت ردود الفعل، من الأشخاص الذين أيدوا الحركة، إلى الآخرين الواعدين بالدم، إلى الأشخاص الذين شاركوا بعد ذلك. ولم تحدث أي حوادث أثناء استمرار الحملة، ولم تقع إصابات، فقط المناقشات عبر الإنترنت. تصاعد البعض إلى جدال محتدم ووعيد، لكن لم يحدث شيء مع تلاشي هذه الحملة.

## في المهجر
يواجه اللاجئون السوريون من مجتمع الميم تمييزاً وتحديات في دول المهجر بناءً على عوامل أخرى كالعرق واللغة والدين والثقافة.

## ملخص
| قانونية النشاط الجنسي المثلي                                                                  | يصل إلى 3 سنوات (تم تعليق القانون بحكم الأمر الواقع) |
| المساواة في السن القانوني للنشاط الجنسي                                                       | No |
| قوانين مكافحة التمييز في التوظيف                                                              | No |
| قوانين مكافحة التمييز في توفير السلع والخدمات                                                 | No |
| قوانين مكافحة التمييز في جميع المجالات الأخرى (تتضمن التمييز غير المباشر، خطاب الكراهية)      | No |
| قوانين مكافحة أشكال التمييز المعنية بالهوية الجندرية                                          | No |
| زواج المثليين                                                                                 | No |
| الاعتراف القانوني بالعلاقات المثلية                                                           | No |
| تبني أحد الشريكين للطفل البيولوجي للشريك الآخر                                                | No |
| التبني المشترك للأزواج المثليين                                                               | No |
| يسمح للمثليين والمثليات ومزدوجي التوجه الجنسي والمتحولين جنسيا بالخدمة علناً في القوات المسلحة | [ 37 ] |
| الحق بتغيير الجنس القانوني                                                                    | (يسمح للمتحولين جنسياً بتغيير الجنس القانوني. يُسمح بإجراء جراحة إعادة تحديد الجنس للأشخاص الذين يكون جنسهم غير واضح أو الذين لا تتطابق سماتهم الفيزيائية مع خصائصهم الفسيولوجية والبيولوجية والجينية، وقد تم الإبلاغ عن الحالة الأولى في عام 2004.) |
| علاج التحويل محظور على القاصرين                                                               | No |
| الحصول على أطفال أنابيب للمثليات                                                              | No |
| الأمومة التلقائية للطفل بعد الولادة                                                           | No |
| تأجير الأرحام التجاري للأزواج المثليين من الذكور                                              | (غير قانوني للأزواج المغايرين كذلك) |
| السماح للرجال الذين مارسوا الجنس الشرجي التبرع بالدم                                          | No |